# Shanghai Daxue
Shanghai Daxue (chiń. 上海大学站) – stacja metra w Szanghaju, na linii 7. Zlokalizowana jest pomiędzy stacjami Qihua Lu i Nanchen Lu. Została otwarta 5 grudnia 2009.